# 沃茨美术馆
沃茨美术馆（Watts Gallery）是英国的一座美术馆，位于萨里郡吉尔福德区的康普顿。这是一座专为维多利亚时期画家、雕塑家乔治·弗雷德里克·沃茨的作品而建的博物馆，这是英国第一座（现在也是唯一一座）专为一位艺术家而建的美术馆，于1904年4月在他去世前不久开业，并在2006年至2011年间进行了大规模扩建。
1975年6月，沃茨美术馆列为 II* 级保护建筑。